# Livia Cesarini

Stemma Sforza-Cesarini

Livia Teresa I Cesarini, V duchessa di Civitanova, III signora di Genzano (Roma, 21 luglio 1646 – Genzano di Roma, 2 febbraio 1711), ultima dei Cesarini, sposò Federico Sforza di Santa Fiora dando origine al casato degli Sforza Cesarini.

## Biografia
Livia era figlia secondogenita del IV duca di Genzano Giuliano III Cesarini (1618-1671) e di sua moglie Margherita Savelli. Il duca e la moglie avevano avuto dieci figli, due maschi e otto femmine. Il patrimonio familiare era notevole, poiché i Cesarini avevano ereditato anche i cospicui beni delle famiglie Savelli, Peretti, Cabrera e Bovadilla. Alla morte di Giuliano III (1665), tuttavia, i due figli maschi e una delle figlie erano già deceduti, cinque figlie (la primogenita Maria Felice, Livia, Cornelia, Camilla e Giulia) erano in convento, libere solo due figlie ancora adolescenti: Cleria (1655-1735) e Anna (nata nel 1653). Il titolo ducale passava al fratello di Giuliano III, Filippo Cesarini, chierico di camera, il quale intendeva far sposare Clelia, la più giovane delle figlie di Giuliano III, con Filippo Colonna principe di Sonnino.
Il 29 agosto 1664 Livia Cesarini era entrata nella congregazione delle Oblate dei Sette dolori col nome di Maria Pulcheria. Come riferisce Gaetano Moroni, a proposito di questa congregazione, "chi entra in monastero [...] può uscirne, non obbligando gli statuti a peccato alcuno neppur veniale, non facendo le religiose voti né solenni né semplici". Dopo qualche tempo Livia Cesarini manifestò il desiderio lasciare il convento e di sposarsi. Al proposito di Livia si opposero sia la famiglia Colonna, in cui il 18 febbraio 1671 era entrata Clelia per matrimonio portando in dote l'eredità dei Cesarini, sia la stessa famiglia Cesarini. Iniziò una lotta serrata e senza esclusione di colpi da parte di chi avversava il matrimonio, ai quali si contrappossero alte personalità che peroravano la causa di numerosi pretendenti alla mano di Livia. 
Infine il cardinal Paluzzi Altieri combinò il matrimonio di Livia Cesarini con Federico Sforza di Santa Fiora, I principe di Genzano, figlio cadetto del duca di Proceno. Il matrimonio fu celebrato in segreto il 27 febbraio 1673 e tutto sommato fu un matrimonio felice: la coppia ebbe, oltre a due figlie femmine, due maschi: Gaetano (1674-1727), primo duca Sforza Cesarini di Genzano, e Giangiorgio (1678-1719), che nel 1703 si renderà autore di un grave oltraggio a Faustina Maratti. Le controversie legali fra le due sorelle per l'eredità dei Cesarini continuarono invece a lungo e si conclusero con una transazione solo nel 1709.
Livia Cesarini e Federico Sforza misero in atto il piano urbanistico di Genzano, portando a termine la costruzione di Genzano Nuova, impiantata su un sistema di triangolazioni, secondo il piano affidato nel 1643 dal padre di Livia, Giuliano III, all'architetto romano Ludovico Gregorini e al podestà di Genzano Giovanni Iacobini. A Livia Cesarini era intitolata l'ampia strada dove si svolge la famosa Infiorata, che dalla chiesa di Santa Maria della Cima portava a piazza San Sebastiano; la strada, intitolata negli anni trenta a Italo Belardi, viene chiamata ancora "Via Livia" dagli abitanti di Genzano. È seppellita nella Chiesa dei Cappuccini di Genzano accanto al padre e al marito.

## Ascendenza
|                                                 |                                     |                                                  | Genitori                                                |  |  | Nonni |  |  | Bisnonni                                |  |  | Trisnonni                                          |  |
|                                                 |                                     |                                                  |                                                         |  |  |       |  |  | Giuliano Cesarini, I duca di Civitanova |  |  | Giovan Giorgio Cesarini, II marchese di Civitanova |  |
|                                                 |                                     |                                                  |                                                         |  |  |       |  |  | Giuliano Cesarini, I duca di Civitanova |  |  | Giovan Giorgio Cesarini, II marchese di Civitanova |  |
|                                                 |                                     | Clelia Farnese                                   |                                                         |  |  |       |  |  | Giuliano Cesarini, I duca di Civitanova |  |  |                                                    |  |
| Giovan Giorgio Cesarini, II duca di Civitanova  |                                     |                                                  |                                                         |  |  |       |  |  | Giuliano Cesarini, I duca di Civitanova |  |  |                                                    |  |
|                                                 |                                     | Livia Orsini di San Gemini                       | Virginio Orsini, I duca di San Gemini                   |  |  |       |  |  |                                         |  |  |                                                    |  |
|                                                 |                                     | Livia Orsini di San Gemini                       | Virginio Orsini, I duca di San Gemini                   |  |  |       |  |  |                                         |  |  |                                                    |  |
|                                                 |                                     | Livia Orsini di San Gemini                       | Giovanna Caetani di Sermoneta                           |  |  |       |  |  |                                         |  |  |                                                    |  |
| Giuliano III Cesarini, III duca di Civitanova   |                                     | Livia Orsini di San Gemini                       |                                                         |  |  |       |  |  |                                         |  |  |                                                    |  |
|                                                 |                                     | Filippo Caetani, VII duca di Sermoneta           | Onorato Caetani, V duca di Sermoneta                    |  |  |       |  |  |                                         |  |  |                                                    |  |
|                                                 |                                     | Filippo Caetani, VII duca di Sermoneta           | Onorato Caetani, V duca di Sermoneta                    |  |  |       |  |  |                                         |  |  |                                                    |  |
|                                                 |                                     | Filippo Caetani, VII duca di Sermoneta           | Agnesina Colonna di Paliano                             |  |  |       |  |  |                                         |  |  |                                                    |  |
| Cornelia Caetani di Sermoneta                   |                                     | Filippo Caetani, VII duca di Sermoneta           |                                                         |  |  |       |  |  |                                         |  |  |                                                    |  |
|                                                 |                                     | Camilla Caetani dell'Aquila d'Aragona            | Luigi Caetani dell'Aquila d'Aragona, IV duca di Traetto |  |  |       |  |  |                                         |  |  |                                                    |  |
|                                                 |                                     | Camilla Caetani dell'Aquila d'Aragona            | Luigi Caetani dell'Aquila d'Aragona, IV duca di Traetto |  |  |       |  |  |                                         |  |  |                                                    |  |
|                                                 |                                     | Camilla Caetani dell'Aquila d'Aragona            | Cornelia Carafa della Stadera                           |  |  |       |  |  |                                         |  |  |                                                    |  |
| Livia Teresa Cesarini, V duchessa di Civitanova |                                     | Camilla Caetani dell'Aquila d'Aragona            |                                                         |  |  |       |  |  |                                         |  |  |                                                    |  |
|                                                 | Paolo Savelli, I principe di Albano | Bernardino Savelli, I duca di Castelgandolfo     |                                                         |  |  |       |  |  |                                         |  |  |                                                    |  |
|                                                 | Paolo Savelli, I principe di Albano | Bernardino Savelli, I duca di Castelgandolfo     |                                                         |  |  |       |  |  |                                         |  |  |                                                    |  |
|                                                 | Paolo Savelli, I principe di Albano | Lucrezia dell'Anguillara                         |                                                         |  |  |       |  |  |                                         |  |  |                                                    |  |
| Bernardino Savelli, II principe di Albano       | Paolo Savelli, I principe di Albano |                                                  |                                                         |  |  |       |  |  |                                         |  |  |                                                    |  |
|                                                 |                                     | Caterina Savelli di Ariccia                      | Mario Savelli, VI signore di Ariccia                    |  |  |       |  |  |                                         |  |  |                                                    |  |
|                                                 |                                     | Caterina Savelli di Ariccia                      | Mario Savelli, VI signore di Ariccia                    |  |  |       |  |  |                                         |  |  |                                                    |  |
|                                                 |                                     | Caterina Savelli di Ariccia                      | Artemisia Savelli di Albano                             |  |  |       |  |  |                                         |  |  |                                                    |  |
| Margherita Savelli di Albano                    |                                     | Caterina Savelli di Ariccia                      |                                                         |  |  |       |  |  |                                         |  |  |                                                    |  |
|                                                 |                                     | Michele Damasceni Peretti, I principe di Venafro | Fabio Damasceni                                         |  |  |       |  |  |                                         |  |  |                                                    |  |
|                                                 |                                     | Michele Damasceni Peretti, I principe di Venafro | Fabio Damasceni                                         |  |  |       |  |  |                                         |  |  |                                                    |  |
|                                                 |                                     | Michele Damasceni Peretti, I principe di Venafro | Maria Felice Mignucci Peretti Ricci                     |  |  |       |  |  |                                         |  |  |                                                    |  |
| Maria Felice Damasceni Peretti                  |                                     | Michele Damasceni Peretti, I principe di Venafro |                                                         |  |  |       |  |  |                                         |  |  |                                                    |  |
|                                                 |                                     | Margherita Cavazzi della Somaglia                | Alfonso Cavazzi, V conte e barone della Somaglia        |  |  |       |  |  |                                         |  |  |                                                    |  |
|                                                 |                                     | Margherita Cavazzi della Somaglia                | Alfonso Cavazzi, V conte e barone della Somaglia        |  |  |       |  |  |                                         |  |  |                                                    |  |
|                                                 |                                     | Margherita Cavazzi della Somaglia                | Mariana de la Cerda y Bobadilla                         |  |  |       |  |  |                                         |  |  |                                                    |  |
|                                                 |                                     | Margherita Cavazzi della Somaglia                |                                                         |  |  |       |  |  |                                         |  |  |                                                    |  |